# 왈리스 푸투나의 코로나19 범유행
프랑스의 속령인 왈리스 푸투나에서는 코로나19 범유행에 따른 확진자가 2020년 10월 16일 처음 확인되었다.

## 배경
2020년 1월 12일 세계보건기구(WHO)는 2019년 12월 31일부터 일어난 중화인민공화국 후베이성 우한시의 집단 호흡기 질환이 신종 코로나바이러스 때문이라는 것을 확인하였다.
코로나19의 사망률은 2003년에 일어난 사스 유행 당시와 비교하면 훨씬 낮지만, 전염성은 훨씬 높아 총 사망자가 많아졌다.

## 경과
2020년 3월 4일, 왈리스 푸투나 당국은 코로나19 전파를 우려해 본국에 입항하려던 크루즈 한 척을 돌려보냈다. 이와 더불어 다른 선박 역시 입항을 거부하는 조치를 이달 말까지 유지하는 것에 검토 중에 있다고 밝혔다. 왈리스 푸투나로 들어오는 항공기 중에서 필수물자 운송편을 제외한 나머지 항공편의 운행 횟수도 줄이기로 결정하였다. 4월 23일에는 뉴칼레도니아에 갇힌 채로 머물러 있던 왈리스 푸투나 주민 300명을 입국시키는 절차를 개시하였다.
10월 16일, 왈리스 푸투나 당국은 첫번째 코로나19 확진자가 발생했다고 밝혔다. 이 환자는 수일간의 치료 조치를 거쳐 10월 23일 음성 판정을 받아 완치자로 분류되었고, 왈리스 푸투나의 실질확진자는 0명으로 되돌아갔다. 11월 12일에는 당국이 두번째 코로나 확진자가 보고되었다고 밝혔다. 지금까지의 두 환자 모두 다른 섬으로의 여행 경력이 있는 환자로 조사되었다.
11월 24일에는 세번째 환자가 확인되었다. 이 환자 역시 입도 후 격리조치되던 중 중간 테스트에서 양성 판정을 받았으며, 무증상 환자로 조사되었다.

## 같이 보기
- 오세아니아의 코로나19 범유행
- 누벨칼레도니의 코로나19 범유행 - 왈리스 푸투나와 유일하게 교통편으로 연결되는 프랑스 속령.
- 왈리스 푸투나